# Eptesicus furinalis
Eptesicus furinalis — вид рукокрилих родини Лиликові (Vespertilionidae).

## Поширення, поведінка
Країни поширення: Аргентина, Беліз, Болівія, Бразилія, Коста-Рика, Еквадор, Сальвадор, Французька Гвіана, Гватемала, Гаяна, Гондурас, Мексика (Халіско, Тамауліпас), Нікарагуа, Панама, Парагвай, Перу, Суринам, Уругвай. Лаштує сідала на деревах і будинках. Живе в різних місцях проживання, у тому числі тропічних дощових і сухих лісах.

## Морфологія

### Морфометрія
Довжина голови й тіла: в середньому 92.4 мм, довжина хвоста: 37–39, довжина задньої ступні: 9–10, довжина вуха: 16, вага: 7.3–9 грам. Самиці лише трохи більші, ніж самці, але на 1.5 грам важчі.

### Опис
І спина і черево темно-коричневі. E. furinalis відрізняється від кажанів роду Myotis в області їх спільного проживання, широкою головою, кремезним тілом, круглими вухами, короткими, широкими крилами і коричнево-чорним хутром. Він більший, ніж сестринський вид Eptesicus diminutus і менший, ніж Eptesicus brasiliensis. 

## Генетика
Диплоїдне число 50, і фундаментальне число 48 (див. хромосома). E. furinalis має акроцентричні аутосоми (від великих до малих), субметацентричну Х-хромосому, і невелику акроцентричну Y-хромосому.

## Загрози та охорона
Загрози не відомі, знаходиться в охоронних районах. 